# Зека Пагодінью

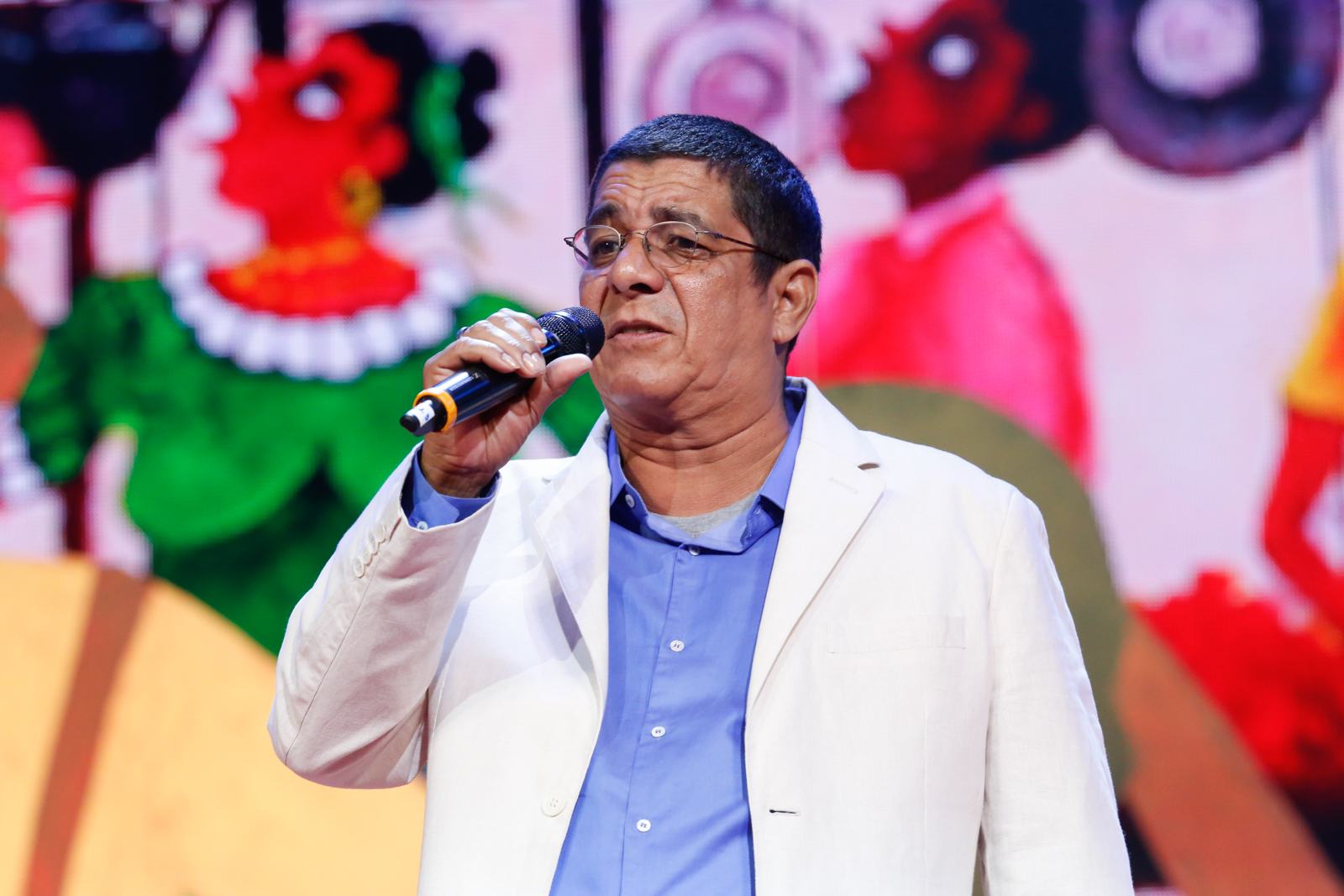

Зека Пагодінью (Zeca Pagodinho) — бразильський музикант, автор та виконавець босанови і самби, зокрема й пагоді.